# ألين ديجبو
ألين ديجبو (بالفرنسية: Alain Digbeu)‏ مواليد 13 نوفمبر 1975 في ماكون، سون ولوار، هو لاعب كرة سلة فرنسي معتزل. بدأ مسيرته الاحترافية في سنة 1993. تم اختياره من قبل فريق أتلانتا هوكس خلال الدرافت. يبلغ طوله 6 قدم 6 بوصة (2.0 م). اعتزل اللعب في 2011.

## المسيرة الاحترافية
لعب مع أسفيل باسكت في الدوري الفرنسي من سنة 1993 إلى 1999، ثم لعب مع برشلونة في الدوري الإسباني من سنة 1999 إلى 2002، ثم لعب مع ريال مدريد لكرة السلة في موسم 2002–2003، ثم لعب مع جوفينتوت بادالونا في الدوري الإسباني في موسم 2003–2004، ثم لعب مع بالاكانسترو فاريزي في الدوري الإيطالي في موسم 2004–2005، ثم لعب مع أليكانتي في موسم 2005–2006، ثم لعب مع فورتيتودو بولونيا في الدوري الإيطالي في موسم 2006–2007، ثم لعب مع أليكانتي في موسم 2007–2008.

## روابط خارجية
- ألين ديجبو على موقع الاتحاد الدولي لكرة السلة (الإنجليزية)
- ألين ديجبو على موقع الدوري الأوروبي لكرة السلة (الإنجليزية)
- ألين ديجبو على موقع سبورتس رفرنس (الإنجليزية)
- ألين ديجبو على موقع الدوري الإسباني لكرة السلة (الإسبانية)
- ألين ديجبو على موقع كرة السلة الأوروبية.كوم (الإنجليزية)
- ألين ديجبو على موقع ريلجم (الإنجليزية)
- ألين ديجبو على موقع بروبوليرز (الإنجليزية)
- ألين ديجبو على موقع سبورتس رفرنس (الإنجليزية)